# Petro Vlahos
Petro Vlahos (20 août 1916 - 10 février 2013), est un ingénieur et inventeur américain, considéré comme l'un des pionniers de l'innovation scientifique et technique de l'industrie du cinéma et de la télévision. Il a mis au point des solutions qui ont rendu possibles les superproductions modernes et est en particulier crédité de la création du processus Ultimatte, qui a amélioré la technique dite du « fond vert » en résolvant les problèmes de transparence, de netteté des contours et de « débordement de vert », et en combinant cela avec la technologie de contrôle de mouvement de caméra pour créer les effets spéciaux modernes. Cette technologie permet aux monteurs de films en post-production de supprimer numériquement l'arrière-plan derrière un acteur et d'incruster n'importe quel autre arrière-plan numérique ou autre. En reconnaissance de ses contributions, il a reçu plusieurs Oscars du cinéma, ainsi qu'un Emmy Awards.

## Biographie
Vlahos est né à Raton au Nouveau-Mexique de parents grecs. Il montre rapidement des aptitudes en électronique et en radioamateur. En 1941, il obtient son diplôme d'ingénieur à l'université de Californie à Berkeley et travaille comme concepteur pour la Douglas Aircraft pendant la Seconde Guerre mondiale puis comme ingénieur radar aux Laboratoires Bell. Après la guerre, il déménage à Hollywood et travaille pour la Metro-Goldwyn-Mayer,.

### Carrière à Hollywood
La technologie utilisée aujourd'hui pour modifier l'arrière-plan derrière les acteurs dérive des techniques qu'il a développées. Il n'est pas le premier à utiliser la technique du fond bleu ou vert (inventée par Lawrence W. Butler pour le tournage du Voleur de Bagdad (1940), mais il a rendu le processus beaucoup plus réaliste et scientifique. Il a créé un système appelé procédé à la vapeur de sodium pour Ben Hur (1959) puis Mary Poppins (1964) qui lui fait gagner un Oscar. Il affine par la suite le processus d'incrustation qui permet de créer des effets visuels mémorables dans les films et de mettre au point un moyen pour minimiser les effets secondaires malheureux des méthodes précédentes. La grande innovation de Vlahos a été de créer un processus impliquant la séparation du bleu, du vert et du rouge dans chaque cadre avant de les combiner dans un ordre précis. Il a fait avancer le processus et a introduit l'utilisation du contrôle de mouvement des caméras durant les tournages sur fond vert.

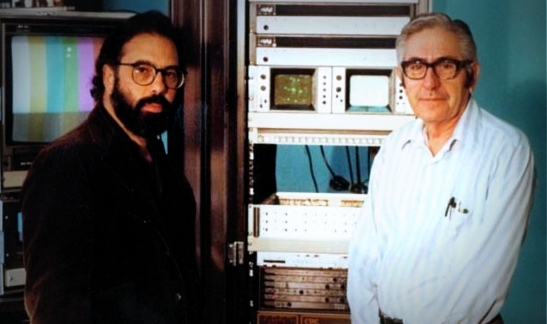
Francis Ford Coppola et Vlahos (à droite)

Avec son fils Paul Vlahos, il fonde Ultimatte Corporation à Chatsworth en Californie en 1976. Les premiers produits Ultimatte de sa société sont des « boîtes noires » analogiques qui évoluent ensuite pour devenir plus avancée, de l'électronique numérique en temps réel et des logiciels.
Lorsque les films de science-fiction et fantastiques commencent à dominer le box-office, les techniques de Vlahos deviennent prédominantes dans le cinéma et même indispensables pour des films comme la trilogie Star Wars. Des versions améliorées de ses techniques sont utilisées pour de nombreux succès des années 1990, notamment Titanic (1997), et rendent enfin possible des scènes dangereuses, coûteuses ou difficiles à tourner.
Au total, Petro Vlahos a déposé plus de 35 brevets pour des inventions liées au cinéma.

## Postérités
Membre du conseil initial de l’Académie pour la recherche sur le cinéma, il est honoré plusieurs fois par l'Academy of Motion Picture Arts and Sciences, à commencer par un prix scientifique et technique en 1960 pour un dispositif indicateur de scintillement de caméra.
Il reçoit son premier Oscar en 1964 pour la « conception et la perfection des techniques de cinématographie de couleur cache composite ».
En 1978, il reçoit un Emmy Award pour son Ultimatte Compositing Technology.
L'Academy of Motion Picture Arts and Sciences lui décerne une médaille de mérite en 1992. En 1993, il reçoit le Gordon E. Sawyer Award, son second Oscar.
En 1995, il partage un troisième Oscar (Oscar scientifique et technique) avec son fils Paul, pour les avancées du fond bleu ou vert développées par Ultimatte Corporation.